# Antonio de Cabezón
Antonio de Cabezón (* 30. März 1510 in Castrillo Matajudíos bei Castrojeriz; † 26. Mai 1566 in Madrid) war ein spanischer Komponist und Organist. Er gilt als der bedeutendste spanische Komponist für Tasteninstrumente seiner Zeit.

## Leben

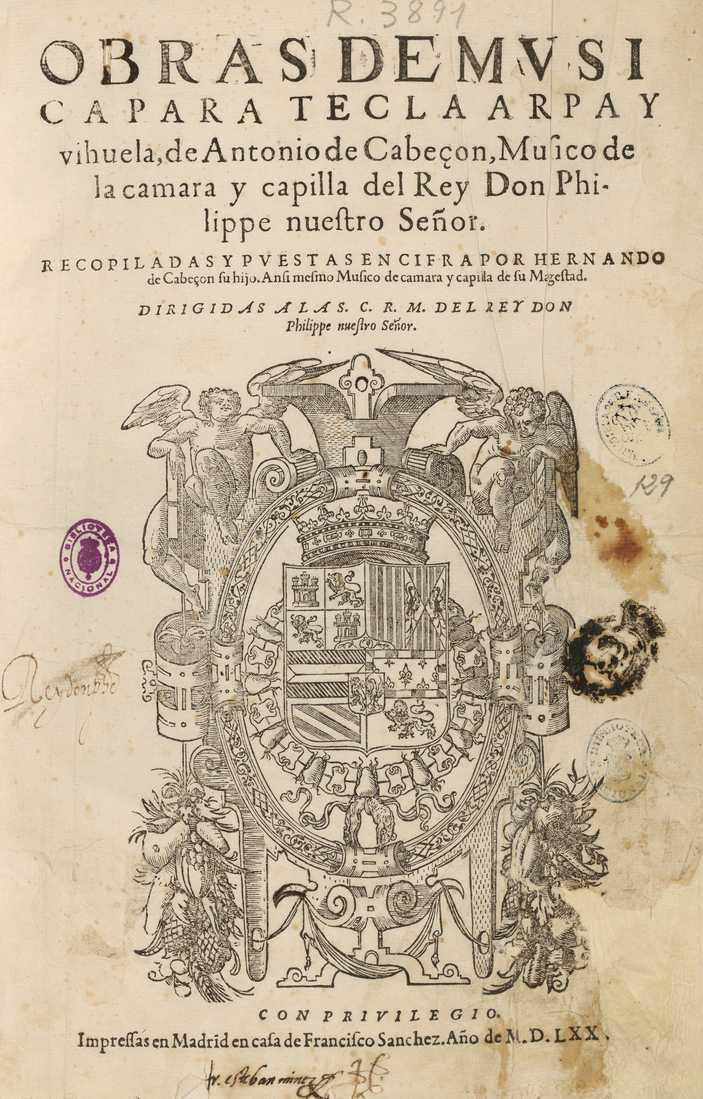
Titelseite von Obras de música para tecla, arpa y vihuela (Madrid, 1578), eine posthum von seinem Sohn Hernando veröffentlichte Sammlung von Werken Cabezóns

Antonio de Cabezón war seit seiner Kindheit blind. Er wurde in Palencia von dem Organisten García de Baeza ausgebildet. Als Hoforganist Karls V. und später Philipps II. unternahm er zwei Reisen quer durch Europa (von 1548 bis 1551 und von 1554 bis 1556) und lernte bedeutende Musiker anderer Höfe kennen. Dabei gab es offensichtlich gegenseitige Beeinflussungen, so dass Cabezón einen wesentlichen Beitrag Spaniens zur Entwicklung der Musik für Tasteninstrumente leisten konnte. Nach seiner Heirat um das Jahr 1538 zog er nach Ávila, der Geburtsstadt seiner Frau. Seine fünf Kinder erhielten später hohe Positionen am spanischen Königshof unter Philipp II. Als Madrid Sitz des Königshofs und spanische Hauptstadt wurde, zog er dorthin und blieb dort bis zu seinem Tode. 
Unter seinen Werken befinden sich zahlreiche Intabulierungen, also Bearbeitungen von polyphoner Vokalmusik für Tasteninstrumente (besonders von Werken Josquin Desprez’), etliche Tientos, die diesem Stil folgen, und außerdem Variationen (diferencias) über beliebte Tanzstücke. In seiner Musik sind eine weiterentwickelte Polyphonie sowie eine eigene Schreibart für Tasteninstrumente erkennbar, wenngleich die Stücke auch für das Spiel auf Harfe oder Vihuela dienen konnten. 
Seine gesammelten Werke, etwa Tonsätze von Philippe Verdelot enthaltend, wurden 1578 von seinem Sohn Hernando unter dem Titel Obras de música para tecla, arpa y vihuela (Madrid, 1578) herausgegeben, so dass sie den folgenden Organistengenerationen zum Vorbild dienen konnten. 1557 hatte Luis Venegas de Henestrosa in einer Sammlung bereits 40 Werke von Cabezón veröffentlicht. Insgesamt enthalten diese Sammlungen etwa 275 Kompositionen.